# Minglong
Minglong (kinesiska: 鸣龙镇, 鸣龙) är en köping i Kina. Den ligger i provinsen Sichuan, i den sydvästra delen av landet, omkring 170 kilometer öster om provinshuvudstaden Chengdu. Antalet invånare är 12 426. Befolkningen består av 6 173 kvinnor och 6 253 män. Barn under 15 år utgör 11,0 %, vuxna 15-64 år 72 %, och äldre över 65 år 15,0 %.
Genomsnittlig årsnederbörd är 1 328 millimeter. Den regnigaste månaden är juli, med i genomsnitt 302 mm nederbörd, och den torraste är december, med 5 mm nederbörd.